# Wielka Nieszawka
Wielka Nieszawka est un village de Pologne situé en Couïavie-Poméranie, dans la gmina (commune) du même nom.